# Movimiento Popular de Control Constitucional
El Movimiento Popular de Control Constitucional (MPCC), o Movimiento de Control Constitucional estuvo bajo el liderazgo de Marcelo Tineo y Manuel Fajardo.
El MPCC fue fundada de forma oficial en el año 2003 con el objetivo de impulsar la derogación de la legislación antisubversiva dictada durante el régimen de Alberto Fujimori y la defensa de sentenciados por terrorismo en el marco de la estrategia senderista denominada como la "solución política". La creación del MPCC fue impulsada por la AFADEVIG, organismo a la cual Marcelo Tineo era miembro.
En el año 2004, el MPCC presentó más de 200 recursos de habeas corpus en donde solicitaron la liberación de senderistas detenidos, entre ellos Abimael Guzmán. En el año 2005, el MPCC presentó una demanda de inconstitucionalidad contra la nueva legislación antisubversiva que reemplazó la anterior. Tras la sentencia de Abimael Guzmán a cadena perpetua en el fuero civil, el MPCC presentó una moción ante un encuentro de organizaciones populares plegándose a la estrategia de la "amnistía general". En el año 2009, durante el denominado "Baguazo", el MPCC acusó a Alan García de genocida además de solicitar que no se use las marchas con fines electorales ante las elecciones del 2011.